# Myszy i ludzie (film 1939)
Myszy i ludzie (ang. Of Mice and Men) – amerykański dramat filmowy z 1939 roku na podst. powieści Johna Steinbecka, pod tym samym tytułem. Dramat przedstawiający historię przyjaźni łączącej wędrownych robotników rolnych. Film zrealizowany z psychologicznym wyczuciem przenikliwości i tragizmu.
W Polsce film był dystrybuowany przez Przedsiębiorstwo Państwowe Film Polski.